# Gut Barkhausen

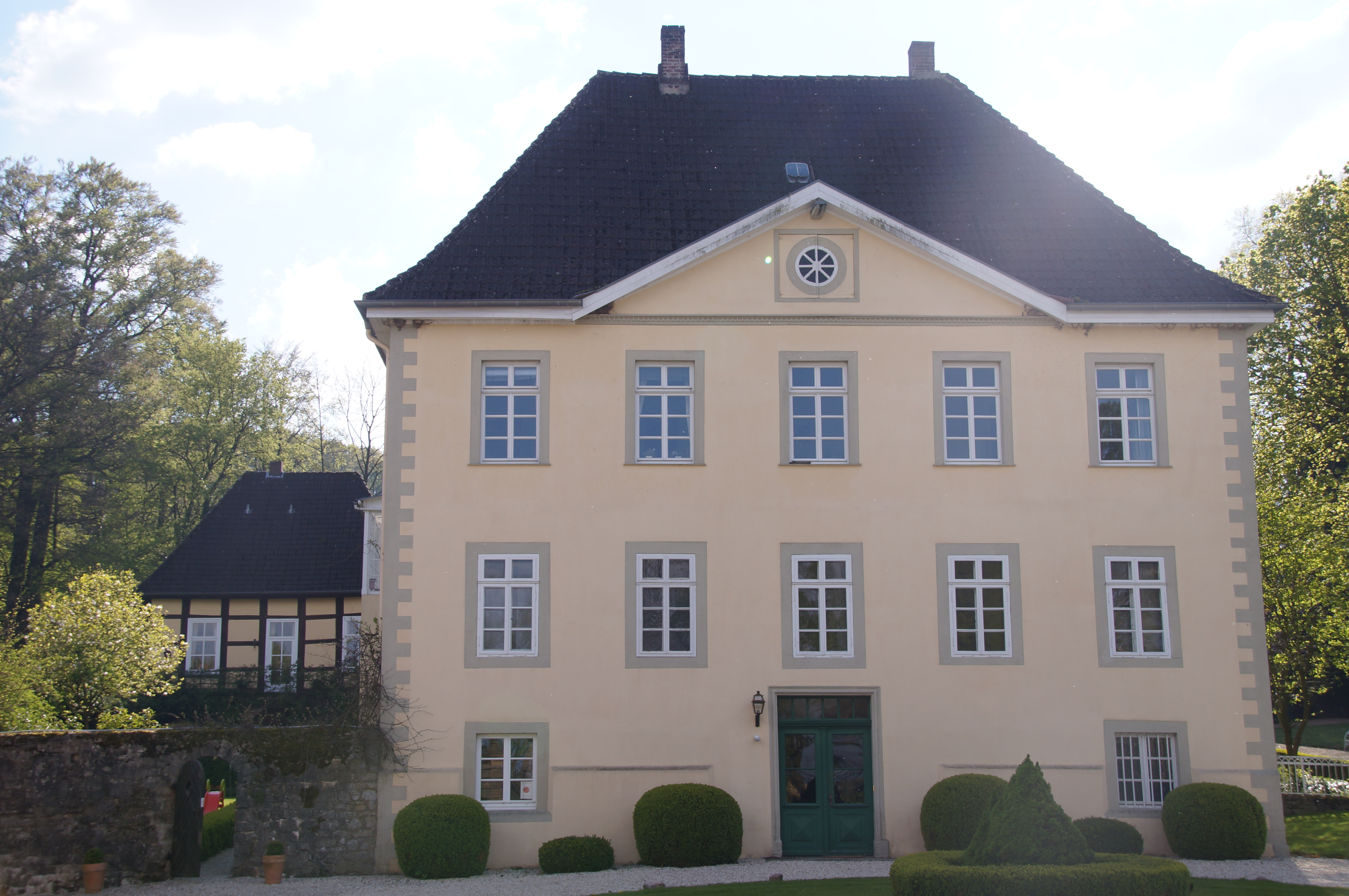
Gut Barkhausen, Herrenhaus

Das Gut Barkhausen oder auch Gut Niederbarkhausen liegt im Ortsteil Asemissen der Gemeinde Leopoldshöhe im Kreis Lippe in Nordrhein-Westfalen. Es wurde erstmals 1036 urkundlich erwähnt. Hoffmann von Fallersleben und Ferdinand Freiligrath waren auf dem Gut häufiger zu Gast.

## Lage und Bezeichnung
Barkhausen liegt am Nordhang des Teutoburger Waldes am Übergang zum Ravensberger Hügelland. Es liegt nahe der Grenze zu Oerlinghausen und der Oerlinghauser Innenstadt. Es befindet sich an einem alten Verkehrsweg von Bielefeld über Lemgo nach Hameln, der im 19. Jahrhundert zur Chaussee ausgebaut wurde, der heutigen Bundesstraße 66. In der Nähe des Gutes kreuzt sich diese mit einem Weg, der von Schötmar über den Oerlinghauser Pass führt, der heutigen Landstraße 751.
Ab dem 17. Jahrhundert änderte sich die Bezeichnung von Barkhausen zu Niederbarkhausen.
Neben der Ersterwähnung als Barchusen im Jahr 1036 sind im Laufe der Jahrhunderte folgende Versionen belegt: Barichusen (1210), Barchusen (1264 und 1344), Barchosen (1278), Barckhusen (1419), Barckhussen (1507, im Landschatzregister), Berchusen (1525), Barckhausen (1590, im Landschatzregister), Barckhaüsen (1616/17, in Salbüchern), Barckhaußen (1618, im Landschatzregister) sowie Barckhusen (1620).

## Geschichte
Das Gut wird am 25. Mai 1036 erstmals in der Busdorf-Urkunde erwähnt. In dem Jahr übergab Bischof Meinwerk von Paderborn dem Kanonikerstift Busdorf in Paderborn unter anderem die Zehntabgaben des aus dem bischöflichen Tafelgut stammenden Herrenhofs Barkhausen mit den Vorwerken Oerlinghausen, Eckendorf im heutigen Leopoldshöhe, Menkhausen im heutigen Oerlinghausen sowie die späteren Meierhöfe in Heepen und Borgsen in Brackwede. Mit fünf Vorwerken gehörte der Fronhof Barkhausen zu den größeren bischöflichen Hofesverbänden. Die Haupthöfe in Niederbarkhausen, Eckendorf, Heepen und das Sachsenlager auf dem Tönsberg waren der Rest und das Zentrum der Grafschaft Haholt, welche im Jahr 1011 Bischof Meinwerk durch Heinrich II. als Erbe bestätigt worden war.
Der Vorwerk Oerlinghausen wurde bereits vor 1200 aufgelöst, an dessen Stelle wurde vermutlich die Alexanderkirche errichtet.
1742 wurde der spätere Jurist und Stadtpräsident von Halle, Heinrich Ludwig Willibald Barckhausen, auf dem Gut geboren.
1814 wurde es von Friedrich Ludwig Tenge gekauft. 1822 erwarb er außerdem das Gut Rietberg. Er ist der Stammvater der westfälischen Unternehmerfamilie Tenge bzw. Tenge-Rietberg. Die Familie errichtete unweit des Gutes Niederbarkhausen das Mausoleum Tenge, bei dem die Familienmitglieder beerdigt wurden.
Viele Radikaldemokraten in der Zeit des Vormärz zählten zu den Freunden und Gästen von Friedrich Ludwig Tenge, unter anderem Wilhelm Weitling, die Brüder Karl und Albert Grün, Friedrich Engels und Hermann Püttmann. Wiederholt besuchte Hoffmann von Fallersleben Niederbarkhausen, der Tenge auch 1844 auf einer Italienreise begleitete. Viele politisch verfolgte Schriftsteller fanden bei Tenge in Niederbarkhausen Unterschlupf, so Ferdinand Freiligrath.

„... wir schreiten nun fürder, kommen an der Ruine der Antonius-Kapelle vorüber, die auf dem Tönsberge im Gebüsch versteckt und umgeben mit Ueberresten alter Circumvallationen, diesem langgedehnten Bergrücken seinen Namen gibt, und kommen endlich in die Schlucht hinab, in welche das Dorf Oerlinghausen sich hineinzieht. Wenn wir nicht vorziehen, in dem gastfreundlichen Gute Barkhausen einzukehren, das unten im tiefen Thale zwischen seinen Gartenanlagen und unter hohen Eichenwipfeln seine lichten Mauern und den düstren feudalistischen Thurm versteckt,...“

Nachdem das Gut 1840 zum Rittergut ernannt worden war, kam es während der Revolution von 1848/49 zu einem Angriff von etwa tausend Heuerlingen und Landarbeitern, die die Eigentümer verschleppten und erst nach Zugeständnissen wieder freiließen.
Das Gut befindet sich im Besitz der Familie Tenge Edle von Daniels-Spangenberg.

## Gutspark
Prägend für den vor 1895 angelegten Gutspark ist ein alter Baumbestand in den Rasenflächen, ergänzt durch Reste von Ausstattungselementen, wie ein Brunnenbecken im Zentrum. Die südlichen und östlichen Parkteile bestehen vorwiegend aus Rasenflächen mit Bäumen am Rand sowie einzelnen Blumenbeeten.
Über das Gelände des Hofes fließt der Holzkampbach, der als Grütebach in Oerlinghausen entspringt. Direkt an den Park schließt sich nach Süden das gleichnamige Naturschutzgebiet „Grüte“ an.

## Gebäude

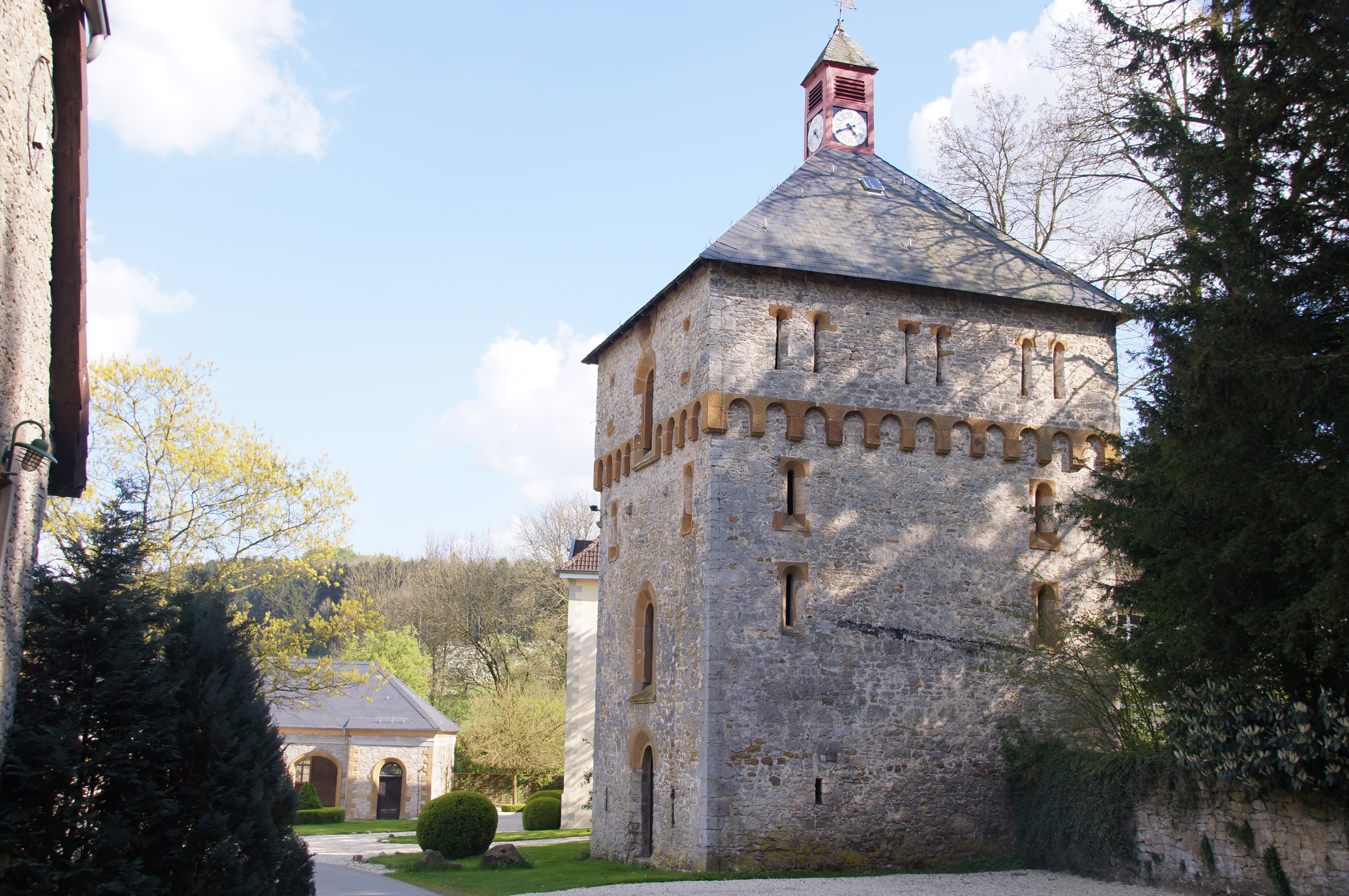
Steinspeicher

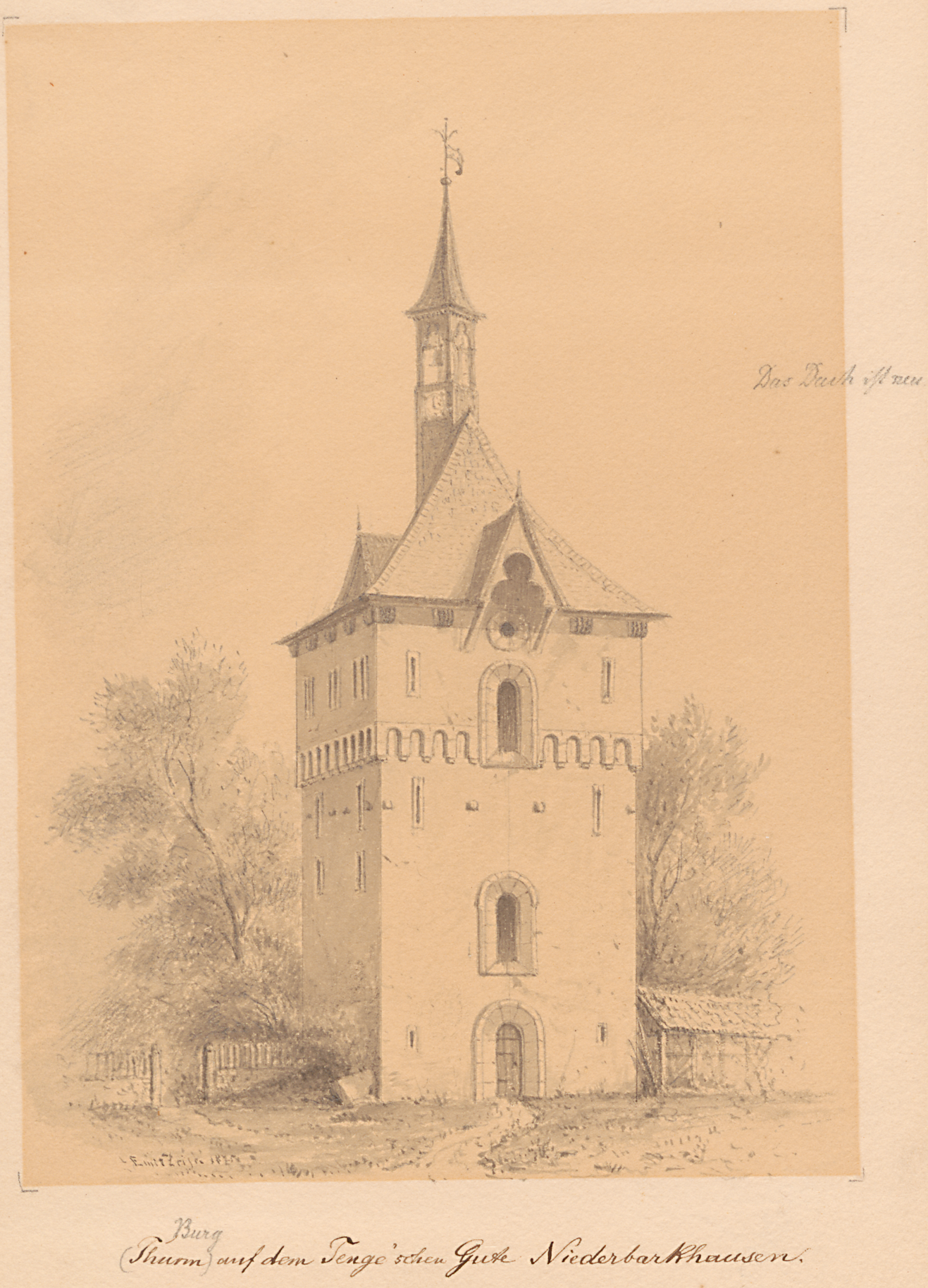
Zeichnung des Steinspeichers von Emil Zeiß, 1875

Vermutlich im Kern aus dem 13. bis 15. Jahrhundert stammt ein heute vierstöckiger 14 Meter hoher Steinspeicher, welcher auch als Bauernburg bezeichnet wird, und anfänglich mit einer Gräfte umgeben gewesen sein soll. Er wurde um 1870 erneuert und um ein Stockwerk erhöht. Letzteres kragt auf einem neuromanischen Rundbogenfries aus Werkstein leicht vor. 1960 wurde das Dachwerk mit dem Uhrtürmchen vereinfachend erneuert. 2011 wurde das Dach erneuert.
Das Herrenhaus des Gutes ist ein Putzbau mit klassizistischen Formen. Es wurde nach dem Brand eines Vorgängergebäudes im Jahre 1608, vermutlich von Johan Bierbaum, errichtet. Durch Erweiterungen und Umbauten im 18. und 19. Jahrhundert wurde es mehrfach verändert.
Ein weiteres Gebäude des Gutes ist ein Fachwerkbau mit Walmdach, welches als Brauhaus diente und von 1719 stammt.
Das zum Gut gehörende Mausoleum Tenge liegt etwa ein Kilometer südöstlich in Oerlinghausen-Wellenbruch. Es wurde 1863 in Form eines dorischen Tempels errichtet. Anfang des 20. Jahrhunderts wurde es um eine Wandelhalle erweitert.
Der frühere und inzwischen abgerissene Scherenkrug an der unweit vom Gut liegenden Kreuzung der Bundesstraße 66 mit Landstraße 751 gehörte seit dem frühen 17. Jahrhundert zu Niederbarkhausen.